# Paranapanema (fiume)
Il Paranapanema è un fiume del sud-est del Brasile, che scorre tra gli Stati di San Paolo e Paraná. È un affluente del fiume fiume Paraná.
Il Paranapanema scorre per una lunghezza di 929 km, e il suo maggior affluente è il fiume Tibagi.